# Rhopalomyia chrysothamni
Rhopalomyia chrysothamni är en tvåvingeart som beskrevs av Ephraim Porter Felt 1916. Rhopalomyia chrysothamni ingår i släktet Rhopalomyia och familjen gallmyggor.
Artens utbredningsområde är Utah. Inga underarter finns listade i Catalogue of Life.